# Smedovac
Smedovac (cyr. Смедовац) – wieś w Serbii, w okręgu borskim, w gminie Negotin. W 2011 roku liczyła 112 mieszkańców.